# Universidade Europeia do Atlântico
A Universidad Europea del Atlántico (UNEATLANTICO) é uma universidade privada espanhola, situada no Parque Científico e Tecnológico de Cantábria (PCTCAN), na cidade de Santander (Cantábria).
A instituição acadêmica abriu suas portas em 29 de setembro de 2014, com 8 graduações e 350 alunos matriculados. Os cursos serão implantados de maneira gradual, ano após ano, até completar a primeira geração de egressos da Universidade Europeia do Atlântico no curso 2017-2018.
Esta universidade conta com todos os seus estudos adaptados ao Espaço Europeu de Educação Superior (Processo de Bolonha) e dela depende o Centro de Pesquisa e Tecnologia Industrial de Cantábria (CITICAN).

## Campus
A Universidad Europea del Atlántico (UNEATLANTICO) conta com um campus de 16.500 m2 no Parque Científico e Tecnológico de Cantábria, na cidade de Santander.
Em pleno funcionamento, a universidade contará com estacionamento subterrâneo, salão de atos com capacidade para 400 pessoas, biblioteca, cafeteria, laboratórios, salas de informática, salas de estudo, ginásio e diversos espaços de usos múltiplos.
O projeto significou um investimento aproximado e integralmente privado de 16,5 milhões de euros, dos quais 14,5 milhões foram destinados ao edifício e restante à constituição do Centro de Pesquisa e Tecnologia Industrial de Cantábria (CITICAN), uma fundação que nasce para canalizar os projetos de P+D+i da instituição acadêmica.

## Emblemas
O lema é ‘Ex veritate lux, ex labore virtus’ (Da verdade, a luz; do trabalho, o valor).
O escudo: cortado e meio partido: 1º de prata e 2º de goles, com figura de livro aberto de prata sobreposto sobre ambos; 3º em campo de azur, figura do 'a’ maiúsculo inacabada, flanqueada pelo lema ‘ex-veritate lux, ex trabalhe virtus’, sobre as ondas da água, tudo de prata. Bordadura de prata carregada com a legenda ‘Universitas, Universidad Europeia del Atlántico ’, em letras de sable.
A marca reproduz o escudo.

## Sala de Exposições
A sala de exposições da UNEATLANTICO foi inaugurada em 13 de abril de 2015 com uma amostra de 100 gravuras originais de Salvador Dalí. Localizada no campus da instituição acadêmica no Parque Científico e Tecnológico de Cantábria (PCTCAN), a sala concentrará inúmeras atividades de extensão universitária e converter-se-á em um ponto de referência no circuito cultural da cidade.

## Galeria de UNEATLANTICO

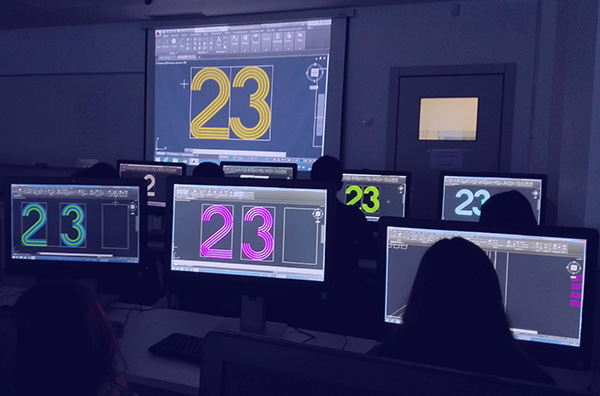
Sala multimídia
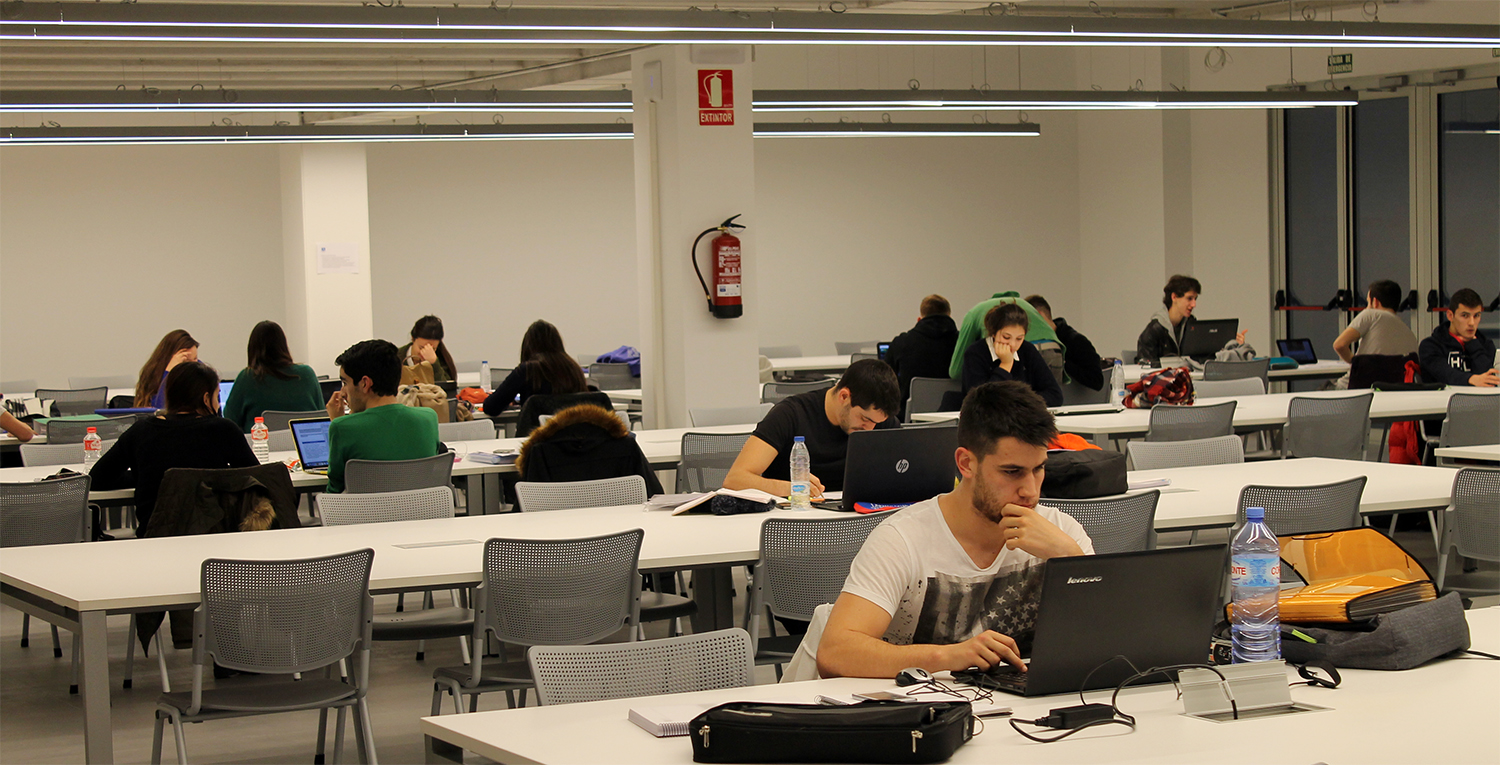
Biblioteca
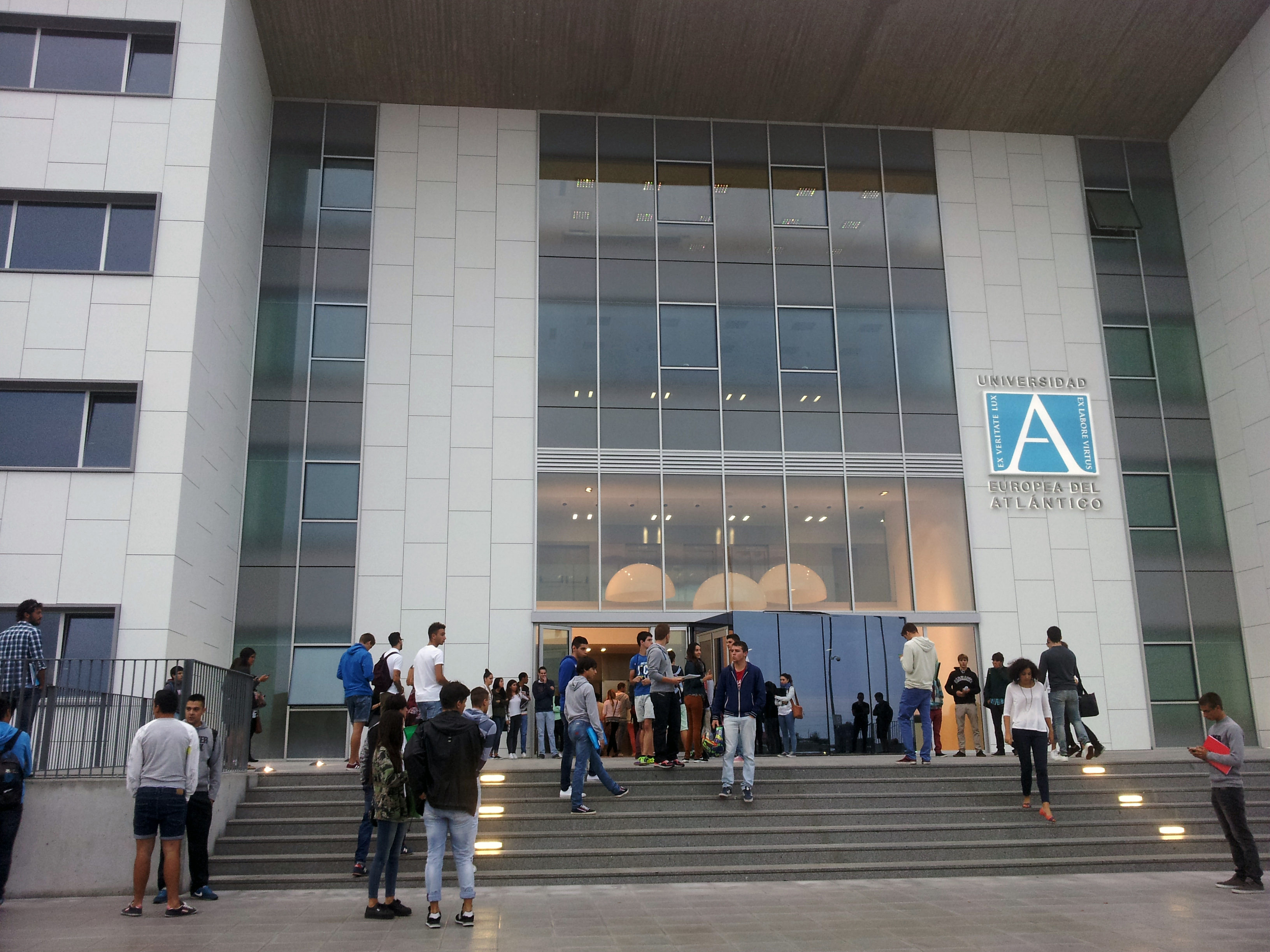
Lado norte
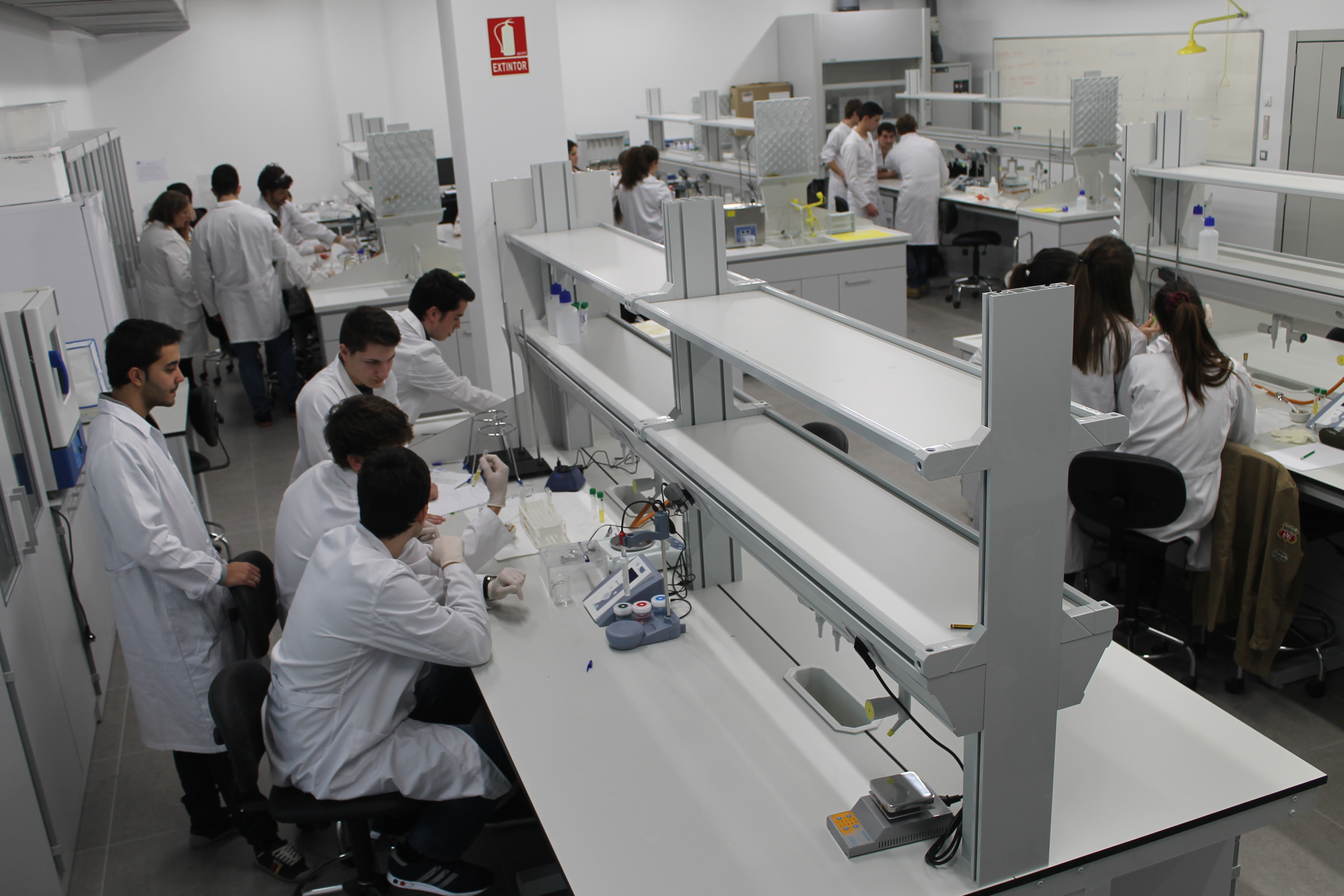
Laboratorios
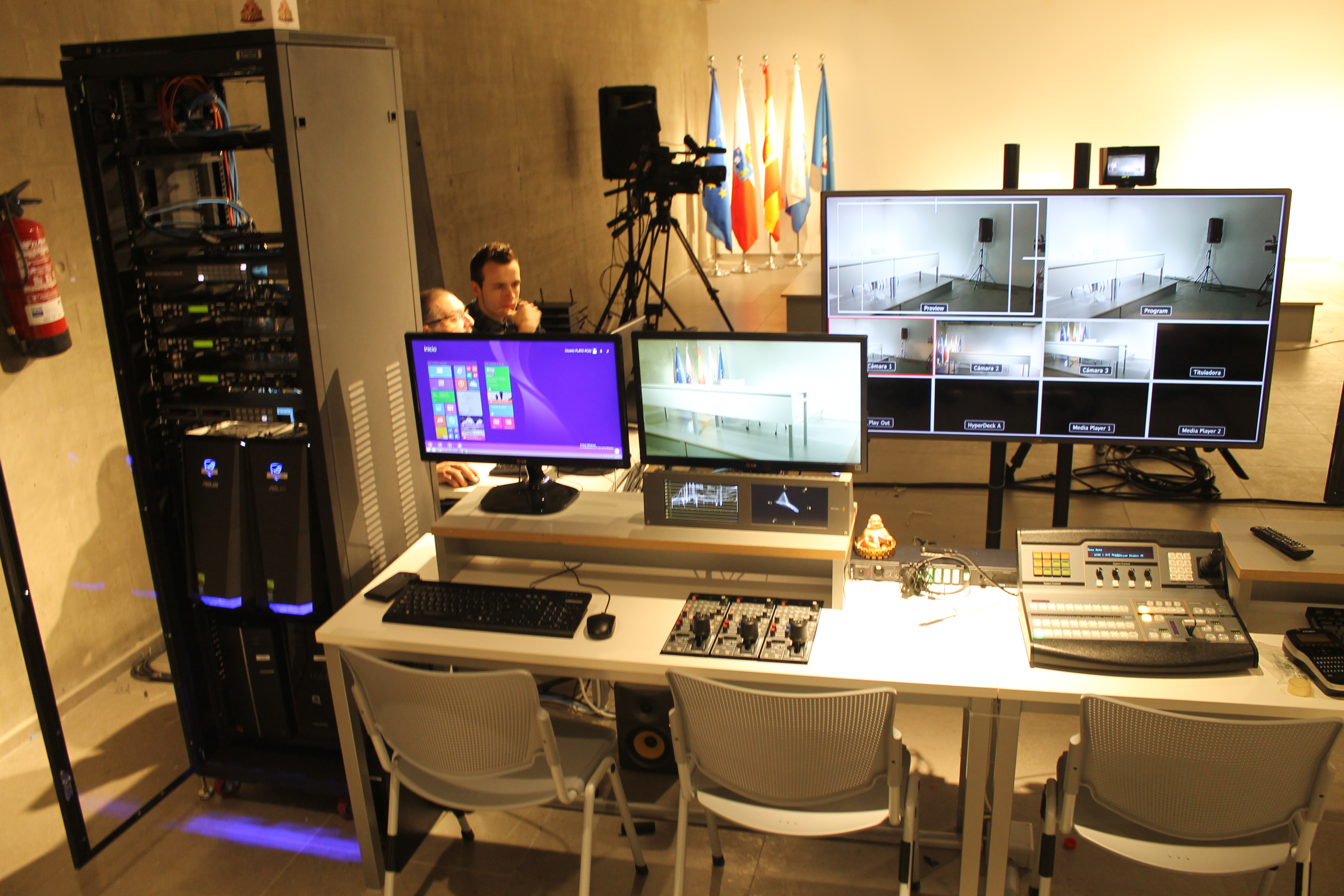
Estúdio de TV
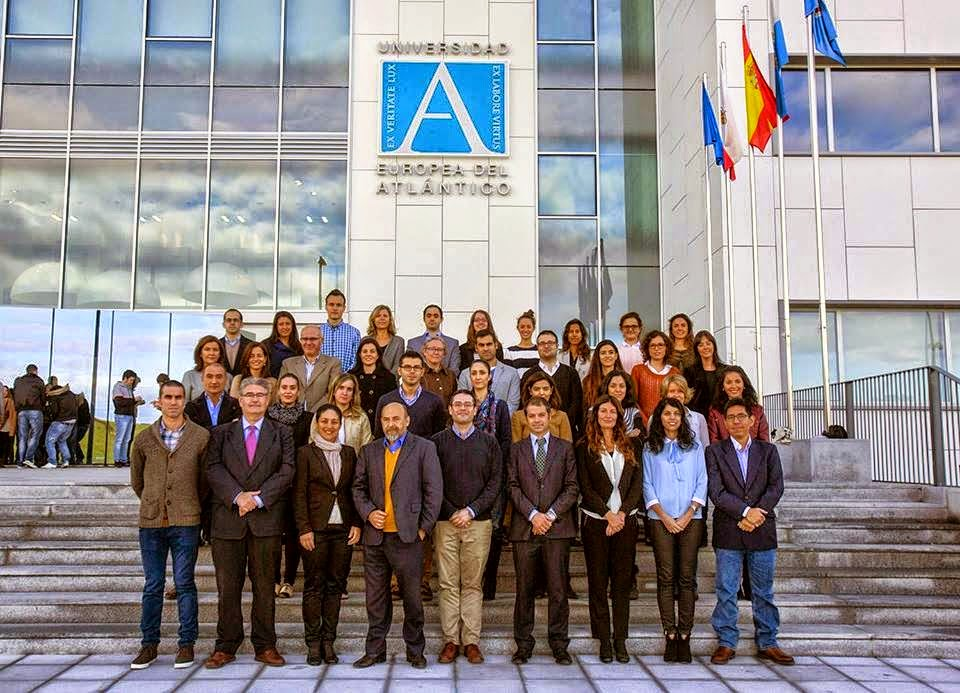
Pessoal universitário
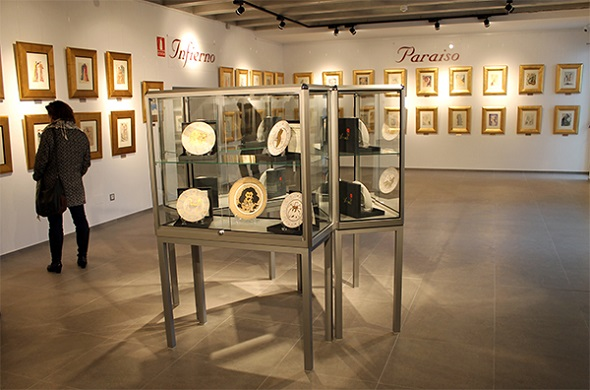
Sala de Exposições